# 212981 Majalitović
212981 Majalitović è un asteroide della fascia principale. Scoperto nel 2009, presenta un'orbita caratterizzata da un semiasse maggiore pari a 2,2557045 UA e da un'eccentricità di 0,1674388, inclinata di 2,10634° rispetto all'eclittica.